# Bàndols a Mallorca
Els bàndols o banderies són els enfrontaments civils que se succeïren a Mallorca des del segle xiv fins al segle xviii i enfrontaren diferents faccions nobiliàries, amb la participació de sectors populars lligats de manera clientelar a cada una.
Cal tenir en compte els enfrontaments a Catalunya entre nyerros i cadells, que tengueren els seus orígens en el segle xiii i persistiren fins als segles xvi i xvii, quan tengueren el seu moment àlgid. Els orígens dels bàndols mallorquins i catalans són diversos. No és estrany trobar abans de l'esclat dels enfrontaments armats una fase de litigis als tribunals. Els fideïcomisos podien ser una bona raó per a la disputa. Altres vegades la tensió començava amb petites qüestions que anaven pujant de to fins a dur a l'enfrontament obert dels bàndols.
Les banderies solien estar capitanejades per una sola persona, universalment reconeguda, que solia estar al darrere de les accions violentes. Quan aquest cap desapareixia hi podia haver una reestructuració que anava acompanyada d'un canvi de denominació. Pel que sembla, les banderies s'autoperpetuaven. Els llinatges, i fins i tot les persones, passaven sovint a ser membres naturals d'una facció per herència familiar.

## Aragonesos i Mallorquins
Des de la conquesta de l'illa per Jaume I (1229), famílies provinents de Catalunya —nobles, cavallers i canonges— es van establir a Mallorca, on assumiren càrrecs de responsabilitat a la Universitat de Mallorca i a la cort reial. La crisi política i militar que s'inicià amb el regnat de Jaume III de Mallorca i la posterior reincorporació de l'illa a la Corona d’Aragó, a partir de 1343, van fomentar la formació de grups de poder contraposats, sovint anomenats partit mallorquí (format per menestrals, pagesos i part dels mercaders) i partit aragonès (cavallers, ciutadans i un altre sector dels mercaders).
Entre altres factors, aquests conflictes s'agreujaren per la gestió de la Universitat, que centralitzava bona part de la fiscalitat, l'administració de justícia i el govern ordinari. L'elecció dels jurats —que en teoria s'havia de fer seguint sistemes com la franquesa (basat en la cooptació) o la Pragmàtica d’Anglesola (un mètode mixt de sorteig i votació, on els forans podien tenir representació)— sovint quedava manipulada per una o altra facció per tal de mantenir o obtenir el poder.

### Etapes de la disputa pel poder
Entre finals del segle xiv i començament del xv, el govern de la Universitat passà per diverses fases:
- 1391-1398: Després de l'assalt al Call, la facció aragonesa aconseguí el control de la Universitat, però hi hagué tensions permanents i la necessitat de pagar fortes sumes a la Corona per a conservar el poder.
- 1398-1404: El grup mallorquí encapçalat pels Santjoan recuperà posicions, però la Corona intervingué directament el 1401 i nomenà els jurats, de l'altre bàndol. Nogensmenys, el poder tornà als mallorquins, amb figures com Berenguer o Guillem de Santjoan.
- 1404-1408: Es restablí el sistema de franquesa, fet que beneficiava el bàndol aragonès. Però la mala gestió financera (increment d'impostos, talles i altres càrregues) accentuà el descontent general. Paral·lelament, el governador Roger de Montcada i el seu lloctinent Pelai Unís —afí als mallorquins— exerciren un control pràcticament despòtic, amb execucions i repressions contra adversaris polítics.
- 1408-1420: La Pragmàtica d'Anglesola fou reinstaurada, i els mallorquins tornaren a dominar la Universitat gràcies, en part, a donatius econòmics a la Corona. Les tensions, però, no cessaren, i s'estengueren tant per Ciutat com per la Part Forana.[1][2]

Durant l'interregne que seguí la mort de Martí l'Humà (1410-1412), els mallorquins es decantaren per la candidatura de Jaume d'Urgell com a successor de la Corona d'Aragó, mentre que els aragonesos s'inclinaren cap a Ferran d’Antequera.

### El llinatge dels Santjoan
Els Santjoan arriben a Mallorca poc després de la conquesta i es consoliden ràpidament com un llinatge influent. Un dels primers membres documentats és Joan de Santjoan, que esdevingué camarlenc de Jaume III i en defensà els drets fins a la caiguda del monarca. La família també invertí en propietats agràries i apareixen com a responsables de vàries cavalleries.
Amb el pas del temps, el llinatge es ramificà, sobretot a partir de l'adquisició, el 1360, de la cavalleria de la Bastida per part de Guillem de Santjoan. Això donà lloc a la branca coneguda com els Santjoan de la Bastida. Alguns membres n'ocuparen càrrecs importants en la governança del Regne: per exemple, Jordi de Santjoan exercí de governador interí el 1405 quan el rei Martí l'Humà deposà Roger de Montcada. Altres Santjoan, com Berenguer o Hug, foren jurats a la Universitat durant diversos períodes.

### El llinatge dels Santmartí
Els Santmartí són documentats també des dels inicis de la conquesta, segurament emparentats amb un canonge anomenat Dalmau de Santmartí i amb d'altres militars del mateix cognom. Ja durant el segle xiv actuen com a caps de la facció aragonesa, partidaris de l'autoritat directa dels monarques de la Corona d'Aragó i contraris als esforços de restauració de l'antiga dinastia privativa de Mallorca.
Després de la crisi de 1343, diversos Santmartí apareixen relacionats amb conflictes contra altres nobles i, sobretot, amb càrrecs de pes a la Universitat. El 1391, en plena tensió que desembocà en l'assalt al Call, alguns membres del llinatge ja es mobilitzaren en bandes violentes. Posteriorment, figures com Ortís de Santmartí (jurat el 1394) i Ramon de Santmartí (jurat el 1402 i 1404) es troben al capdavant de l'administració local. La família també posseïa notables propietats agràries a llocs com Andratx o Muro, cosa que els donava una influència territorial considerable.

## Almudaina i Call
En desaparèixer els capdavanters dels Aragonesos i Mallorquins, els dos bàndols mudaren en el de l'Almudaina i el del Call (després Born), que perduraren fins a les Germanies. El 1403 hi va haver un intent de concòrdia, aleshores els llinatges enfrontats eren Sureda i Catlar, després foren Sanglada i Pacs, més tard Tomàs i Sala. El 1440, potser inspirats en les lluites catalanes entre la Biga i la Busca hi hagué fortes lluites pel control del govern de l'illa. A la segona meitat del segle xv el bàndol de l'Almudaina estava integrat per les famílies Sureda i Dameto, i el del Call pels Catlar, Albertí i Puigdorfila. El 1473 hi hagué la darrera gran brega entre les dues parcialitats al carrer de Sant Jaume.

## Espanyols i Armadans
Aquests dos bàndols nobiliaris s'enfrontaren a finals del segle xv. El 1489, durant les festes de Carnaval, d'acord amb el costum de l'època, una criada de Perot Espanyol tirà una gerra d'aigua sobre Jaume Armadans, que passava pel carrer. L'ofès pujà a la casa i maltractà la criada i la senyora. Per venjar-se Perot Espanyol i 50 persones més atacaren Can Armadans, en mataren el senyor i feriren la seva muller i el cosí Francesc Armadans. Aquest fou el detonant d'una nova guerra de bàndols. Part dels assaltants aconseguiren fugir i participaren en la Guerra de Granada, on guanyaren el perdó. El 2 de novembre de 1492 a l'inici d'una festa que es feia al convent de Sant Francesc, Espanyols i Armadans començaren una brega que deixà l'església coberta de morts i ferits. Fins a 1495 no es pot donar per acabat l'enfrontament entre els dos partits.

## Bandolerisme postagermanat
Després de la revolta de la Germania de Mallorca (1521-1523), la societat mallorquina va viure un període d'inestabilitat marcat per la repressió dels revoltats i l'auge del bandolerisme. Aquest fenomen, que es va estendre durant el segle xvi, va ser un pont entre les antigues estructures de violència feudal i les formes més organitzades del bandolerisme barroc.

### Context històric i repressió
Els agermanats derrotats van patir càstigs severs: execucions, confiscacions de béns i exili. En resposta, un gran nombre de supervivents es van veure obligats a amagar-se, especialment a les zones rurals i muntanyoses. Això va donar lloc a un bandolerisme de resistència, format per antics agermanats que fugien de la justícia reial.
El lloctinent general Carles de Pomar, nomenat el 1525, va intentar restablir l'ordre mitjançant mesures repressives, però no va aconseguir eliminar del tot els grups armats. Alhora, els conflictes entre les faccions aristocràtiques es van intensificar, especialment entre els Torrelles i Puigdorfiles, dos llinatges que van dominar la política mallorquina al llarg del segle xvi.

### Tipologia del bandolerisme
Els grups de bandolers que van actuar a Mallorca durant aquest període es poden classificar en diferents categories segons la seva procedència i motivació:
- Bandolers de resistència: antics agermanats que es van amagar per evitar la repressió.
- Bandolers aristocràtics: grups armats que servien les famílies nobles en disputes de poder.
- Bandolers mercenaris: individus que actuaven per encàrrec, oferint protecció o executant atacs segons les necessitats dels bàndols en conflicte.[4]

### Torrelles i Puigdorfiles
El conflicte entre aquests dos grups es remunta al segle xv, i va esdevenir una de les disputes més llargues de la història de Mallorca, prolongant-se entre 1460 i 1580. Durant la revolta de les Germanies, el lloctinent general Miguel de Gurrea va imposar una treva per intentar aturar la violència entre els bàndols, que havia arribat a nivells insostenibles.
El 4 de gener de 1533, membres d’ambdós llinatges van signar una pau per posar fi a les hostilitats. No obstant això, la rivalitat es va mantenir latent durant dècades, i a partir de 1540, ja no eren exclusivament membres de les famílies originals els qui lideraven els enfrontaments. Aquesta confrontació va evolucionar i va donar lloc a una nova divisió entre faccions aristocràtiques: Canamunt i Canavall. En aquesta nova etapa, i a grans trets, els Puigdorfiles es van associar amb el bàndol de Canamunt, mentre que els Torrelles es van vincular a Canavall.

## Bandolerisme barroc
L'enfrontament entre Canamunt i Canavall perdurà més de 60 anys i la seva pacificació sols va ser momentània. Sembla que l'adscripció durant la Guerra de Successió a un partit o l'altre tendí a reproduir els esquemes anteriors. De fet, una part dels nobles de Canamunt formaren la noblesa proborbònica, mentre que els de Canavall formaren l'austriacista.

## Membres destacats
| - Bàndol dels Torrella - La Colla de Sóller (Antoni Puigderós, Francesc Aixeló, Damià Estada «Micó», Antoni Amengual «lo Tort», Benet Cristià «lo Bord d'Alfàbia») - Pere Torrella - Alonso Torrella - Ramon Torrella - Jordi Santjoan - Francesc Fortesa - Joanot Soldevila - Bàndol dels Puigdorfila - Arnau de Santacília - Macià Vicens «Marratxo» (Sóller) - Joan Angelats (Sóller) - Perot de Puigdorfila - Antoni Puigdorfila - Ramon Puigdorfila - Pere Jordi Puigdorfila - Gaspar Puigdorfila - Misser Miquel Puigdorfila - Guillem Puigdorfila - Francesc Miquel Puigdorfila - Arnau Puigdorfila - Joanot Puigdorfila - Tomàs Puigdorfila - Mateu Puigdorfila | - Bàndol dels Canamunt - Arnau de Santacília i Pacs (net del cap dels Puigdorfila). - Pere de Santacília i Pacs (germà de l'anterior) - Agustí Albanell (jutge de la Reial Audiència) - Pere Fortesa de Tagamanent - Jeroni Pau de la Cavalleria - La Colla de Selva (Mateu Ferragut «Boda», Bernat Ferragut «Boda», Jaume Gamundí «Fembra», «lo Bord Gater», Antoni Cànoves «de Menut», Joan Gúells, Antoni Gibert «Treufoc») - Jordi Sureda de Calbet - Nicolau Togores de Montanyans - Antoni Ferrer de Sant Jordi - Bàndol dels Canavall - Pau Sureda de Sant Martí i Campfullós - Joan Miquel Serralta. - Nicolau i Francesc Truyols - Joan de Puigdorfila. - Miquel i Baptista Brondo. |